# Campodorus euurae
Campodorus euurae là một loài tò vò trong họ Ichneumonidae.